# おかえりなさい (坂本真綾の曲)
「おかえりなさい」は、坂本真綾の20枚目のシングル。2011年10月26日にflying DOGから発売された。

## 概要
2週連続リリース第2弾。表題曲「おかえりなさい」は、テレビアニメ『たまゆら〜hitotose〜』のオープニングテーマとして使用され、作曲を坂本が18枚目のシングル「DOWN TOWN/やさしさに包まれたなら」でカバーした「やさしさに包まれたなら」の原曲者・松任谷由実が手掛けている。これは坂本が「やっぱり松任谷さんに書いていただきたいな」との理由で松任谷にオファーしたことで実現した。
カップリングには彼女の「A HAPPY NEW YEAR」を坂本がカバーした楽曲が収められている。同曲はテレビアニメ『たまゆら〜hitotose〜』第12話のエンディングテーマとして使用された。
初回限定盤、通常盤の2種リリースで、初回限定盤には2011年6月に国際フォーラム ホールAで行われた『坂本真綾 LIVE TOUR 2011"You can't catch me"』のワンマン追加公演の音源が収録された特典CDが同梱された。
表題曲にはPVが製作されており、2011年9月27日にYouTubeの自身の公式チャンネル『坂本真綾公式YouTubeチャンネル』からPVの1コーラスバージョンが配信された。

## チャート成績
2011年11月7日付のオリコン週間シングルチャートで8位を獲得。初動売上は1.4万枚を記録し、前作「Buddy」から約0.1万枚増加した。坂本のシングルのオリコン週間シングルチャートへのTOP10入りは前々作「DOWN TOWN/やさしさに包まれたなら」から3作連続であり通算7作目である。
2011年10月度のオリコン月間シングルチャートでは34位を獲得した。坂本のシングル作品が月間チャートにランクインを果たすのは前々作「DOWN TOWN/やさしさに包まれたなら」から3作連続。
2011年11月7日付のBillboard JAPAN HOT 100で13位、Billboard JAPAN Hot Singles Salesで7位、Billboard Hot Animationで2位、Billboard Hot Top Airplayで27位を獲得した。なお、坂本の作品がBillboard Hot AnimationのTOP3にランクインを果たすのは前作から2作連続。
2011年11月5日付のFRIDAY SUPER COUNTDOWN 50では28位、2011年10月24日から10月30日調査分のサウンドスキャンの週間シングルCDソフトTOP20で7位、2011年11月5日放送分のCDTV内のThis Week's TOP 100では11位を獲得した。
累計出荷枚数は1.8万枚。

## 批評
CDジャーナルは、「松任谷のノスタルジックなメロディに、坂本の温かい歌詞が合わさっており、チェンバーな雰囲気が漂う曲である。」と評した。

## 収録曲
（全作曲：松任谷由実）
1. おかえりなさい [5:08]
作詞：坂本真綾、編曲：森俊之
  - テレビアニメ『たまゆら〜hitotose〜』オープニングテーマ

「ノスタルジックな雰囲気が描かれている心温まる曲」[10]。
歌詞については佐藤順一から「おかえりなさい」をテーマにするように依頼され、後日その旨を松任谷にも伝えた[6]。
2. A HAPPY NEW YEAR [4:20]
作詞：松任谷由実、編曲：窪田ミナ
  - テレビアニメ『たまゆら〜hitotose〜』第12話エンディングテーマ
3. おかえりなさい（Instrumental）
4. A HAPPY NEW YEAR（Instrumental）

特典CD（初回限定盤のみ）
1. ピース
2. 風待ちジェット〜kazeyomi edition
3. Get No Satisfaction!
4. マジックナンバー
5. 光あれ
6. トピア
7. I and I
8. stand up, girls!
9. everywhere

## 収録アルバム
- 「A HAPPY NEW YEAR」
  - 『たまゆら 〜hitotose〜 ボーカルアルバム、なので。』